# Bellengeheugen

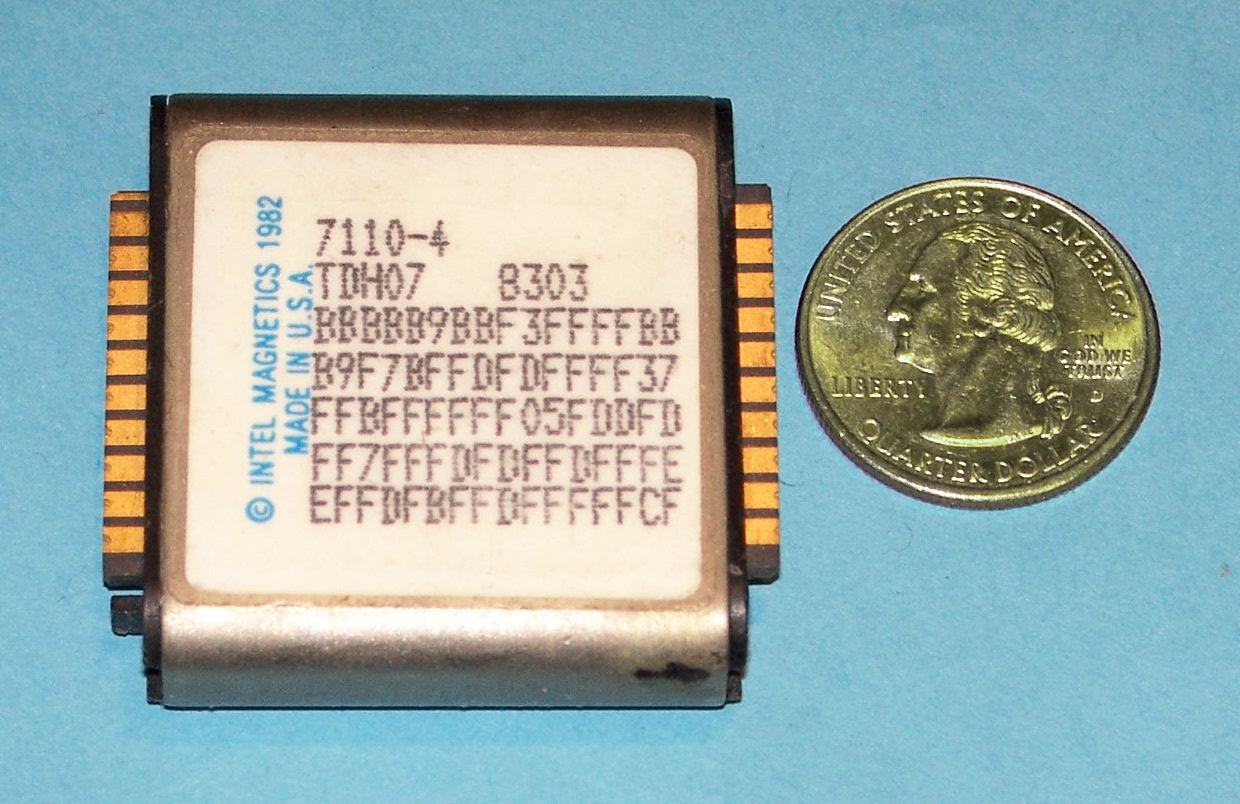
Intel 7110 magnetic-bubble memory module

Een bellengeheugen (Engels: bubble memory) is een niet meer toegepast niet-vluchtig computergeheugen gebaseerd op een dunne film van magnetisch materiaal met daarop kleine gemagnetiseerde gebiedjes (bubbles, bellen). Iedere bubbel vertegenwoordigt een bit aan informatie. Het materiaal is zodanig opgebouwd dat het een aaneenrijging van parallelle of evenwijdige paden vormt. Door een extern magnetisch veld worden de paden 'voortbewogen'. Aan de randen van de film kunnen de magnetische gebiedjes worden uitgelezen of veranderd.